# Urologia

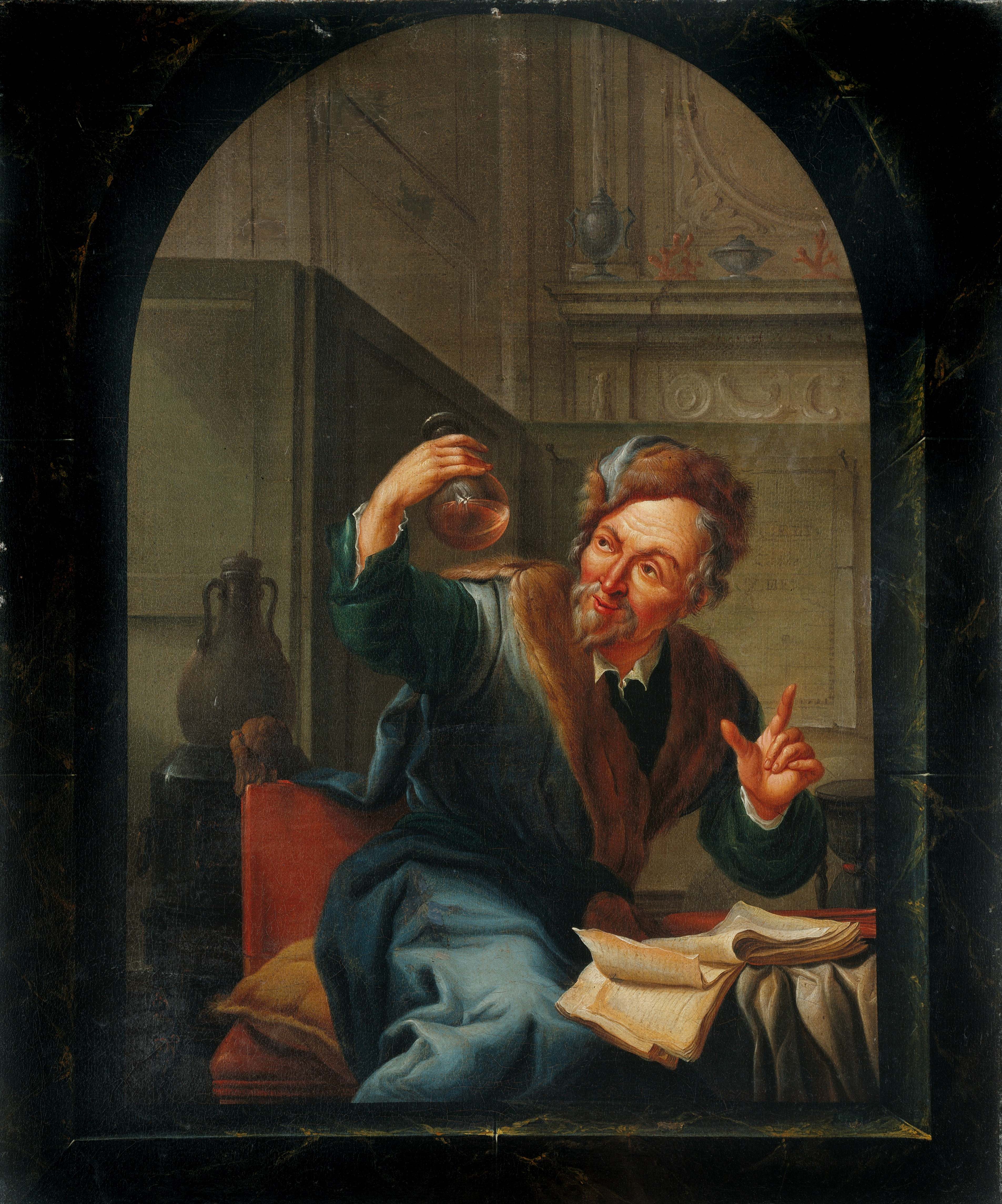
dipinto di un medico che esamina un campione di urine

L'urologia è una branca specialistica medica e chirurgica che si occupa delle patologie a carico dell'apparato urinario maschile e femminile e degli organi genitali maschili esterni. Tra le principali patologie di pertinenza urologica si annoverano i tumori dell'apparato urinario e riproduttivo maschile, tra cui il tumore della prostata che è il tumore di riscontro più frequente negli uomini, i disturbi della minzione e la calcolosi urinaria che è tra le prime cause di accesso ai pronto soccorso. 
La storia dell'urologia ebbe sviluppo in tempi molto antichi nel Sud Italia e nella Magna Grecia, sembra che il primo urologo documentato su libri di medicina abbia eseguito il primo intervento in Sicilia.

## Principali esami urologici
Per le persone di sesso maschile dovrebbero essere eseguiti una serie di controlli periodici, differenti a seconda dell'età del paziente:
- alla nascita, il neonatologo e il pediatra dovrebbero accertare che la sede dei testicoli sia nello scroto e che lo sbocco del meato uretrale sia normalmente in cima al glande e non in una posizione anomala (ipospadia o epispadia);
- a due anni di età, un esame della regione fra l'inguine e lo scroto, per rilevare idrocele, ernia, testicoli ritenuti in alto;
- in età pediatrica, per i disturbi minzionali legati a questa età;
- fra gli 8-10 anni, in particolare per il varicocele, più frequente al testicolo sinistro, che potrebbe creare problemi di infertilità;
- fra i 16-20 anni, per frenulo corto, pene deviato sul suo asse principale (griposi) e per anomalie genitali maschili;
- fra i 20 e i 30, per valutare turbe andrologiche, come l'eiaculazione precoce;
- fra i 40 e i 50, controllo dell'antigene prostatico specifico (PSA) totale e libero nel sangue, controllo urologico della prostata ogni 12 mesi, in particolare se si hanno parenti affetti da tumore prostatico, segno di una possibile predisposizione genetica.